# Scopula praeruptorum
Scopula praeruptorum là một loài bướm đêm trong họ Geometridae.